# Gatekeeping
Gatekeeping (selekcja informacji) – hasło po raz pierwszy zastosował  David Manning White (1917–1993). W jego koncepcji, przy selekcji oraz przekazywaniu informacji dziennikarz nie kieruje się jedynie zasadą obiektywizmu, lecz także swoimi doświadczeniami oraz subiektywnym gustem.